# Konstantine Kemularia
Konstantine (Kote) Kemularia (georgisch კონსტანტინე (კოტე) კემულარია; * 4. April 1954 in Chobi, Mingrelien) ist ein georgischer Politiker (Nationale Bewegung - Demokraten). Der Staatsanwalt war von September 2004 bis Februar 2005 Vorsitzender des Obersten Gerichtshofs Georgiens, von Februar bis Dezember 2005 Vizepremier und Justizminister Georgiens. Seit dem 22. Dezember 2005 ist er Sekretär des Nationalen Sicherheitsrats Georgiens.

## Leben
Er schloss 1975 ein Studium der Rechtswissenschaft an der Staatlichen Universität Tiflis ab, arbeitete zunächst als Staatsanwalt in Sochumi und Kutaissi. 1979 wurde er Mitarbeiter der Georgischen Akademie der Wissenschaften in Tiflis, wechselte 1980 an die Sowjetische Akademie der Wissenschaften in Moskau. 1983 wurde er dort Leiter der Forschungsabteilung. 1987 ging er zurück nach Georgien, war Staatsanwalt in Tschiatura und Vorsitzender des Staatsanwaltsgremiums Georgiens.
Nach dem Putsch gegen Swiad Gamsachurdia wurde er 1992 für ein Jahr Justizminister Georgiens. Danach ging er nach Moskau, wo er in der Anwaltskanzlei Injurconsulting arbeitete. 1995 gründete er die Anwaltskanzlei Injurservice in Tiflis.
1998 wurde er in den Stadtrat von Tiflis gewählt, war Vorsitzender des Rechtsausschusses. Im Oktober 1999 wurde er als parteiloser Wahlkreiskandidat Mitglied des Parlaments. Er schloss sich der Georgischen Bürgerunion Präsident Eduard Schewardnadses an, gehörte dort zum Reformerflügel. Am 28. September 2001 trennte er sich mit anderen Radikalreformern von der Präsidentenfraktion.
Im Oktober 2001 wurde er neben Micheil Saakaschwili Vorsitzender der neuen Oppositionspartei Nationale Bewegung. Am 17. Dezember 2001 wählte ihn die ebenfalls neu gegründete Parlamentsfraktion Bewegung für Demokratische Reformen zu ihrem Vorsitzenden. Obgleich er damit zur politischen Schlüsselfigur aufrückte und sich mit Gesetzesinitiativen gegen Korruption sowie vorgezogene Neuwahlen profilierte, stand er stets im Schatten des außerparlamentarisch wirkenden Saakaschwili, der als eigentlicher Oppositionschef angesehen wurde.
Am 5. Februar 2004 wurde Kemularia zum georgischen Botschafter in Russland ernannt. Seine Verhandlungen mit der russischen Regierung trugen im Frühjahr zur Ablösung des adscharischen Machthabers Aslan Abaschidse bei. Am 25. Juni 2004 wählte ihn das Parlament mit 176 gegen eine Stimme für zehn Jahre zum Vorsitzenden des Obersten Gerichtshofs. Er trat das Amt am 9. September an.
Am 17. Februar 2005 wurde er auf Vorschlag Premierminister Surab Noghaidelis zum Vizepremier und Justizminister Georgiens gewählt. Er leitete verschiedene Reformen im georgischen Strafvollzug ein. Menschenrechtsorganisationen warfen ihm jedoch vor, die Misshandlung kranker Gefangener geduldet und Korruption in der Gefängnis-Gesundheitsfürsorge zugelassen zu haben. Im Dezember 2005 wurde er von Präsident Saakaschwili abgelöst.
Am 22. Dezember 2005 wurde er Nationaler Sicherheitsberater des georgischen Präsidenten und Sekretär des Nationalen Sicherheitsrats Georgiens.
Kemularia ist verheiratet und hat drei Kinder. Er spricht neben Georgisch auch Englisch und Russisch.